# Tmarus yiminhensis
Tmarus yiminhensis är en spindelart som beskrevs av Zhu och Wen 1981. Tmarus yiminhensis ingår i släktet Tmarus och familjen krabbspindlar. Inga underarter finns listade i Catalogue of Life.